# Bernard John Dowling Irwin

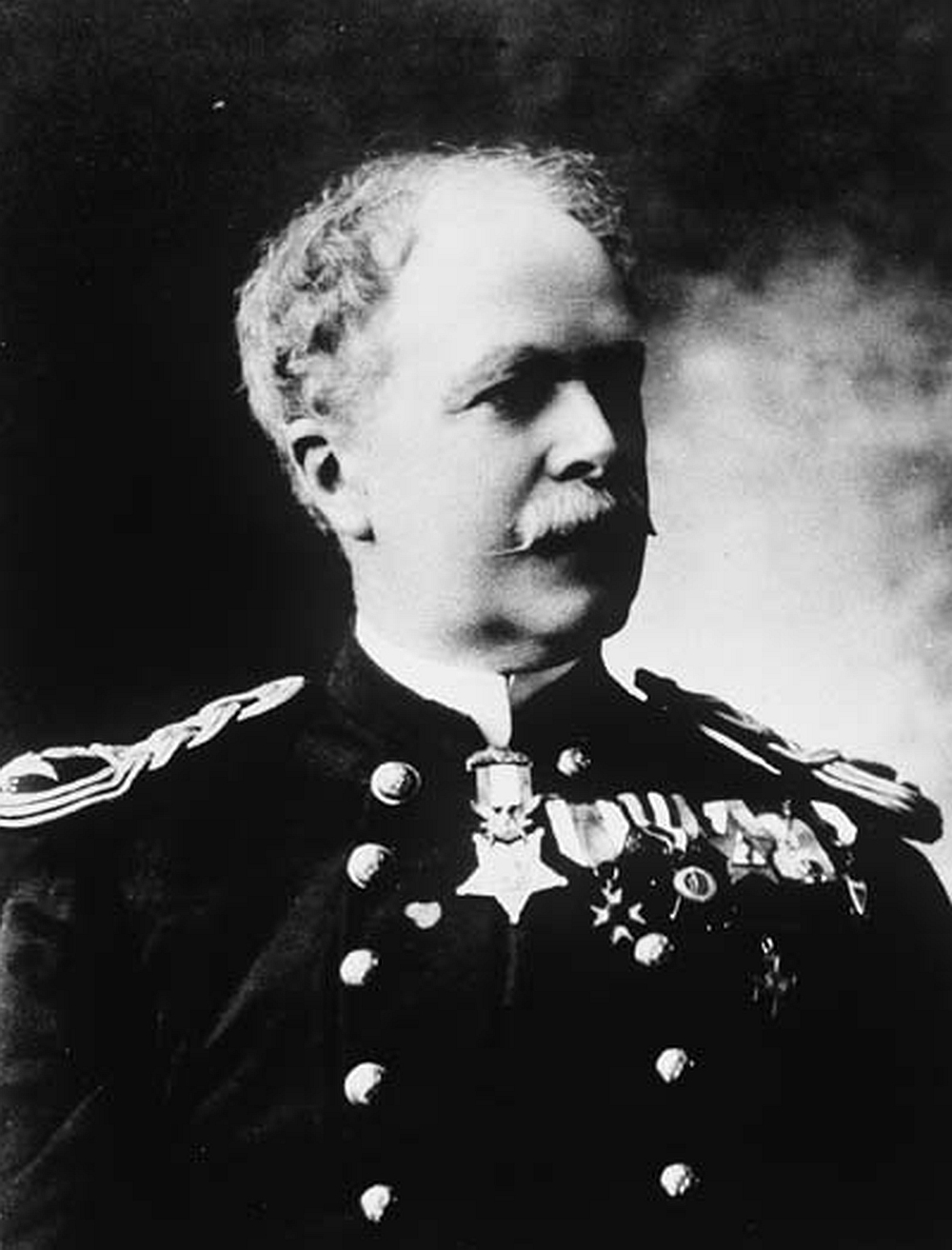
Bernard John Dowling Irwin

Bernard John Dowling Irwin (* 24. Juni 1830; † 15. Dezember 1917) war ein Militärarzt während der Apachenkriege. Er führte am 13. Februar 1861 die erste militärische Aktion durch, für die eine Medal of Honor verliehen wurde. Die Auszeichnung wurde allerdings erst am 24. Januar 1894 verliehen.

## Apachenkrieg
Der Chiricahua-Apachen-Häuptling Cochise und eine Gruppe von Apachen-Kriegern hatten einen Jungen und eine kleine Gruppe von US-Soldaten in Arizona entführt, nachdem die Armee Cochises Bruder und seinen Neffen gefangen genommen hatten. Als die Armee sich weigerte, einen Gefangenenaustausch vorzunehmen, tötete Cochise alle Gefangenen mit Ausnahme des Jungen. Die US-Armee tötete daraufhin Cochises Bruder und seine Neffen. Unter der Führung des Second Lieutenant George N. Bascom fahndete eine Gruppe von Männern der 7. US Infanterie nach Cochise. Bascom und seine 60 Soldaten wurden jedoch bald darauf gefangen genommen.
Als Reaktion auf Bascoms Gefangennahme übernahm Irwin mit 14 Soldaten eine Rettungsmission. Am 13. Februar 1861 spürte er die Apachen am Apache Pass im heutigen Arizona auf. Er stellte seine kleine Einheit strategisch um Cochise und seine Männer auf und ließ die Indianer im Glauben, eine wesentlich stärkere Streitmacht sei vor Ort. Die Apachen flohen und Bascom und seine Männer wurden gerettet. Bascom und seine Leute schloss sich mit Irwin zusammen und verfolgten Cochise in die Berge. Dort konnten sie den Jungen befreien, den Cochise zuvor gefangen genommen hatte.
Die Medal of Honor existierte zu diesem Zeitpunkt noch nicht. Die Medaille wurde erst 1862 ins Leben gerufen. Allerdings hat man sich an die Rettungsaktion des Colonel Irwin erinnert und verlieh ihm die Medaille kurz vor seiner Pensionierung am 21. Januar 1894.

## Familie
Sein Sohn George LeRoy Irwin diente im Ersten Weltkrieg als Generalmajor in der Armee. Sein Enkel Stafford LeRoy Irwin diente auch als General in der Armee während des Zweiten Weltkriegs.
Seine Tochter Amy Irwin Addams McCormick, war Rot-Kreuz-Krankenschwester im Ersten Weltkrieg und heiratete Robert R. McCormick im Jahr 1915.